# Falacia de la regresión
En lógica, la falacia de la regresión o falacia del retroceso es una falacia en la que se asume una causa donde no existe. Este tipo de falacia es un caso especial de la falacia post hoc ergo propter hoc. Esta falacia se denomina «de retroceso» porque se produce cuando se asocia una causa simple a la desaparición o retroceso de un factor. Conduce a las supersticiones y al pensamiento mágico.

## Ejemplos
«No somos de su agrado, cuando llegamos al bar todos se fueron.»
«Es culpa mía porque desde que decidí invertir en bolsa, ésta ha empezado a bajar o los precios han bajado.» La explicación se encuentra en el sesgo cognitivo efecto el último evento y en la tendencia de las personas a tomar decisiones cuando las cosas están solo en la cúspide o varianza más positiva así cuando éstas se normalizan a la media asocian la causa a su acción.